# ヤカブ・ヤーノシュ
ヤカブ・ヤーノシュ（Jakab János、1986年7月23日 - ）は、ハンガリー・ブダペスト出身の卓球選手。
1999年、2001年のヨーロッパユース選手権、カデットの部で2大会連続団体優勝、2001年にはダブルスでも優勝した。世界卓球選手権には2005年の上海大会以降6大会連続出場しており2007年の第49回世界卓球選手権個人戦では1回戦でダミアン・エロワを破り、ベスト32まで勝ち上がった。
オリンピックには2008年の北京オリンピックで初出場を果たし、1回戦でパトリック・シーラをフルセットの末破り2回戦に進出したがクリスティアン・ズースに2-4で敗れた。
ハンガリー選手権を2007年から2009年まで3年連続で制している。